# Jeison Quiñónez
Jeison Quiñónez (Tumaco, Nariño, Colombia; 8 de enero de 1986) es un futbolista colombiano. Juega como delantero y su equipo actual es Asociación Deportiva Destroyer de la Liga Pepsi.

## Clubes
| Club                           | País                | Año                 | Partidos | Goles |
| ------------------------------ | ------------------- | ------------------- | -------- | ----- |
| Deportes Tolima                | Colombia            | 2005 - 2007         |          |       |
| Portuguesa FC                  | Venezuela           | 2007                |          |       |
| Expreso Rojo                   | Colombia            | 2008                |          |       |
| Atlético Huila                 | Colombia            | 2009 - 2011         | 29       | 8     |
| Expreso Rojo                   | Colombia            | 2012                | 2        | 1     |
| Espoli                         | Ecuador             | 2012                | 9        | 7     |
| Unión Magdalena                | Colombia            | 2013                | 19       | 4     |
| Cúcuta Deportivo               | Colombia            | 2013                | 10       | 1     |
| Club Petrolero                 | Bolivia             | 2014                | 22       | 9     |
| León de Huánuco                | Perú                | 2015                | 9        | 1     |
| Alianza Universidad            | Perú                | 2015                | 5        | 1     |
| Club Petrolero                 | Bolivia             | 2017                | 40       | 13    |
| Pasaquina                      | El Salvador         | 2018 - 2019         | 42       | 21    |
| FAS                            | El Salvador         | 2019 - 2020         | 12       | 4     |
| 11 Deportivo                   | El Salvador         | 2020                | 0        | 0     |
| Limeño                         | El Salvador         | 2020 - 2021         | 0        | 0     |
| Asociación Deportiva Destroyer | El Salvador         | 2021 - 2022         | 0        | 0     |
| Total en su carrera            | Total en su carrera | Total en su carrera | 199      | 152   |